# Jared Coreau
Jared Coreau, född 5 november 1991 i Perth, är en kanadensisk professionell ishockeymålvakt som senast spelade för Brynäs IF i Hockeyallsvenskan
Han har tidigare spelat på NHL-nivå för Detroit Red Wings och på lägre nivåer för San Diego Gulls och Grand Rapids Griffins i AHL, Toledo Walleye i ECHL, Northern Michigan Wildcats (Northern Michigan University) i NCAA och Lincoln Stars i USHL.
Coreau blev aldrig draftad av någon NHL-organisation.
Han skrev som free agent på ett ettårskontrakt värt 650 000 dollar med Anaheim Ducks den 2 juli 2018.
Den 4 januari 2019 blev han tradad till St. Louis Blues i utbyte mot framtida överväganden.